# Bill Summers
Pour les articles homonymes, voir Summers.
Bill Summers, né William Leonard Summers le 20 mai 1948 à La Nouvelle-Orléans, est un percussionniste de jazz américain spécialiste de la conga.

## Discographie

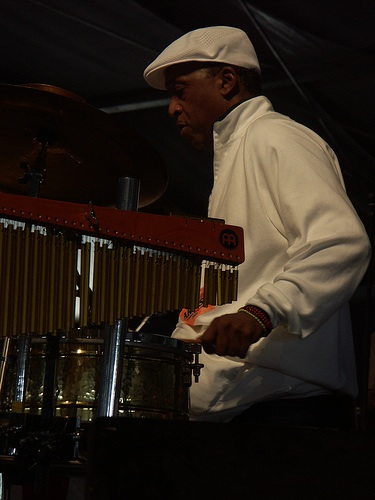
Bill Summers in 2008.

### Comme leader
- Feel the Heat (Prestige, 1977)
- Cayenne (Prestige, 1977)
- Straight to the Bank (Prestige, 1978)
- On Sunshine (Prestige, 1979)
- Call it What You Want (MCA, 1981) U.S. No. 129
- Jam the Box (MCA, 1981) U.S. No. 92
- Seventeen (MCA, 1982)
- London Style (MCA, 1983)
- Iroko (Vital, 1992)
- The Essence of Kwanzaa (Monkey Hill, 1997)
- Studies in Bata: Sacred Drum of the Yoruba, Havana to Matanzas (Bilsum, 2002)

Avec Los Hombres Calientes
- Los Hombres Calientes (Basin Street, 1998)
- Vol. 2 (Basin Street, 2000)
- Vol. 3 New Congo Square (Basin Street, 2001)
- Vol. 4: Vodou Dance (Basin Street, 2003)

### Comme sideman
Avec Terry Garthwaite
- Terry (Arista Records, 1975)

Avec Johnny Hammond
- Forever Taurus (Milestone, 1976)
- Storm Warning (Milestone, 1977)
- Don't Let the System Get You (Milestone, 1978)

Avec Herbie Hancock
- Head Hunters (Columbia, 1973)
- Thrust (Columbia, 1974)
- Man-Child (Columbia, 1975)
- Flood (Columbia, 1975)
- Sunlight (Columbia, 1978)
- Directstep (Columbia, 1979)
- Feets, Don't Fail Me Now (Columbia, 1979)
- Mr. Hands (Columbia, 1980)
- Autodrive (Columbia, 1983)
- Dis Is Da Drum (Mercury, 1994)
- Omaha Civic Auditorium, 17th November 1975 (Hi Hat, 2015)

Avec The Headhunters
- Survival of the Fittest (Arista, 1975)
- Straight from the Gate (Arista, 1977)
- Return of the Headhunters (Verve Forecast, 1998)
- Evolution Revolution (Basin Street, 2003)
- On Top: Live in Europe (BHM, 2008)
- Platinum (Owl Studios, 2011)

Avec Eddie Henderson
- Inside Out (Capricorn, 1974)
- Mahal (Capitol, 1978)
- Runnin' to Your Love (Capitol, 1979)

Avec Quincy Jones
- Roots (A&M, 1977)
- The Color Purple (Qwest, 1986)
- Back On the Block (Qwest, 1989)

AvecDavid "Fathead" Newman
- Concrete Jungle (Prestige, 1978)
- Keep the Dream Alive (Prestige, 1978)
- Scratch My Back (Prestige, 1979)

AvecSonny Rollins
- The Way I Feel (Milestone, 1976)
- Easy Living (Milestone, 1978)
- Don't Ask (Milestone, 1979)
- Love at First Sight (Milestone, 1980)
- Silver City (Milestone, 1996)

AvecPatrice Rushen
- Shout It Out (Prestige, 1977)
- Patrice (Elektra, 1978)
- Pizzazz (Elektra, 1979)

Avec Vinx
- Rooms in My Fatha's House (PANGAEA, 1991)
- I Love My Job (PANGAEA, 1992)
- The Storyteller (PANGAEA, 1993)
- Lips' Stretched Out (H.O.E. Heroes of Expression, 1996)
- The Mood I'm In (Peermusic, 2002)

Avec d'autres musiciens
- Bar-Kays, Money Talks (Stax, 1978)
- Gato Barbieri, Tropico (A&M, 1978)
- Gato Barbieri, Passion and Fire (A&M, 1984)
- Gary Bartz, Music Is My Sanctuary (Capitol, 1977)
- Gary Bartz, Love Affair (Capitol, 1978)
- John Beasley, Cauldron (Windham Hill, 1992)
- John Beasley, A Change of Heart (Windham Hill, 1993)
- George Benson, Love Remembers (Warner Bros., 1993)
- Carmen Bradford, With Respect (Evidence, 1995)
- Brass Fever, Time Is Running Out (Impulse!, 1976)
- Dee Dee Bridgewater, Dee Dee's Feathers (Okeh, 2015)
- Cachao, Master Sessions Volume I (Epic, 1994)
- Jim Clayton, Songs My Daughter Knows (Clay-Tone, 2013)
- Jon Cleary, Moonburn (Pointblank, 1999)
- Con Funk Shun, Candy (Mercury, 1979)
- Harry Connick Jr., Every Man Should Know (Columbia, 2013)
- Harry Connick Jr., Smokey Mary (Columbia, 2013)
- Norman Connors, Love from the Sun (Buddah, 1973)
- Norman Connors, Saturday Night Special (Buddah, 1975)
- Michael Des Barres, Somebody Up There Likes Me (Gold Mountain, 1986)
- Djavan, Bird of Paradise (Columbia, 1988)
- Lamont Dozier, Peddlin' Music On the Side (Warner Bros., 1977)
- Pete Escovedo & Sheila Escovedo, Solo Two (Fantasy, 1977)
- Eddy Grant, Love in Exile (ICE, 1980)
- Nigel Hall, Ladies & Gentlemen... Nigel Hall (Round Hill, 2015)
- Joe Henderson, Black Miracle (Milestone, 1976)
- Joe Henderson, Black Narcissus (Milestone, 1976)
- George Howard, Attitude Adjustment (GRP, 1996)
- Bobbi Humphrey, Tailor Made (Epic, 1977)
- Bobby Hutcherson, Conception: the Gift of Love (Columbia, 1979)
- Phyllis Hyman, Somewhere in My Lifetime (Arista, 1978)
- Ahmad Jamal, One (20th Century Fox, 1978)
- Kimiko Kasai, Round and Round (CBS, 1978)
- Kimiko Kasai, Butterfly (CBS, 1979)
- Salif Keita, Amen (Island, 1991)
- Babatunde Lea, March of the Jazz Guerrillas (Ubiquity, 2000)
- Kenny Loggins, Leap of Faith (Columbia, 1991)
- Kenny Loggins, The Unimaginable Life (Columbia, 1997)
- Jon Lucien, Listen Love (Mercury, 1991)
- Bobby Lyle, The Journey (Atlantic, 1990)
- Taj Mahal, Like Never Before (Private Music, 1991)
- Wade Marcus, Metamorphosis (ABC Impulse!, 1976)
- Harvey Mason, Chameleon (Concord, 2014)
- Bennie Maupin, The Jewel in the Lotus (ECM, 1974)
- Country Joe McDonald, Goodbye Blues (Fantasy, 1977)
- Idris Muhammad, You Ain't No Friend of Mine! (Fantasy, 1978)
- Maria Muldaur, Fanning the Flames (Telarc, 1996)
- Meshell Ndegeocello, Plantation Lullabies (Sire, 1993)
- Shawn Phillips, Rumplestiltskin's Resolve (A&M, 1976)
- Shawn Phillips, Spaced (A&M, 1977)
- The Pointer Sisters, That's a Plenty (Blue Thumb, 1974)
- The Pointer Sisters, Steppin' ABC (Blue Thumb, 1975)
- Dianne Reeves, Never Too Far (Emi, 1989)
- Dianne Reeves, I Remember (Blue Note, 1991)
- Merl Saunders, Fire Up (Fantasy, 1973)
- Seawind, Window of a Child (CTI, 1977)
- Wayne Shorter, Phantom Navigator (Columbia, 1987)
- Nina Simone, A Single Woman (Elektra, 1993)
- Sting, The Soul Cages (A&M, 1990)
- Kevin Toney, Special K (Fantasy, 1982)
- Allen Toussaint, Connected (NYNO, 1996)
- Stanley Turrentine, Everybody Come On Out (Fantasy, 1976)
- McCoy Tyner, Together (Milestone, 1979)
- The Wailing Souls, All Over the World (Columbia, 1992)
- Lenny Williams, Rise Sleeping Beauty (Motown, 1975)
- Bobby Womack, Safety Zone (United Artists, 1975)
- Stevie Wonder, Conversation Peace (Motown, 1995)
- Zawinul Syndicate, Lost Tribes (Columbia, 1992)

### Singles
| Année | Titre                   | Chart Positions    | Chart Positions    |
| Année | Titre                   | U.S. Black Singles | U.S. Disco Singles |
| ----- | ----------------------- | ------------------ | ------------------ |
| 1977  | "Come into My Life"     | No. 84             | -                  |
| 1979  | "Straight to the Bank"  | No. 45             | No. 34             |
| 1981  | "Call It What You Want" | No. 16             | No. 21             |
| 1982  | "At the Concert"        | No. 38             | -                  |
| 1983  | "It's Over"             | No. 63             | -                  |